# Box Brown
Box Brown (né en 1980) est un auteur de bande dessinée américain.

## Récompenses
- 2008 : Bourse Xeric pour Love is a Peculiar Type of Thing[1]
- 2011 : Prix Ignatz de la meilleure série pour Everything Dies ; du meilleur minicomic pour Ben Died of a Train[2]
- 2019 : Prix Eisner du meilleur travail inspiré de la réalité pour Is This Guy For Real? The Unbelievable Andy Kaufman[3].

## Publications en français
- André le Géant : la vie du Géant Ferré (trad. de l'anglais), Montréal (Québec), La Pastèque, 2015,, 239 p. (ISBN 978-2-923841-66-3 et 2-923841-66-2).
- Tétris : Jouer le jeu (trad. de l'anglais), Montréal, La Pastèque, 2017, 243 p. (ISBN 978-2-89777-014-3).
- Cannabis : La criminalisation de la marijuana aux Etats-Unis, La Pastèque, 2019, 252 p. (ISBN 978-2-89777-054-9).
- L'incroyable Andy Kaufman (trad. de l'anglais), La Pastèque, 2021, 264 p.  (ISBN 978-2-89777-080-8)